# 발렌틴 고메스 파리아스
발렌틴 고메스 파리아스(Valentín Gómez Farías, 1781년 2월 14일 - 1858년 7월 5일)는 1830년대와 1840년대에 여러 차례 멕시코의 대통령으로 활동하였었다.

## 같이 보기
- 멕시코의 국가원수 목록